# 博物馆广场 (阿姆斯特丹)
博物馆广场（荷兰语：Museumplein）是荷兰首都阿姆斯特丹的一个著名的广场。

## 历史
广场周边有4个博物馆：国家博物馆（Rijksmuseum）、凡高博物馆、市立博物馆（Stedelijk Museum）和钻石博物馆和1个音乐厅：阿姆斯特丹音乐厅。
广场改建於1999年, 主要用于节庆活动。美国领事馆和中国工商银行阿姆斯特丹分行也设于此处。

## 周围建筑
- 美国驻荷兰总领事馆
- 阿姆斯特丹国家博物馆
- 阿姆斯特丹音乐厅
- 阿姆斯特丹市立博物馆
- 梵高博物馆
- 钻石博物馆
- 钻石加工厂
- House of Bols
- 中国工商银行阿姆斯特丹分行

## 画廊

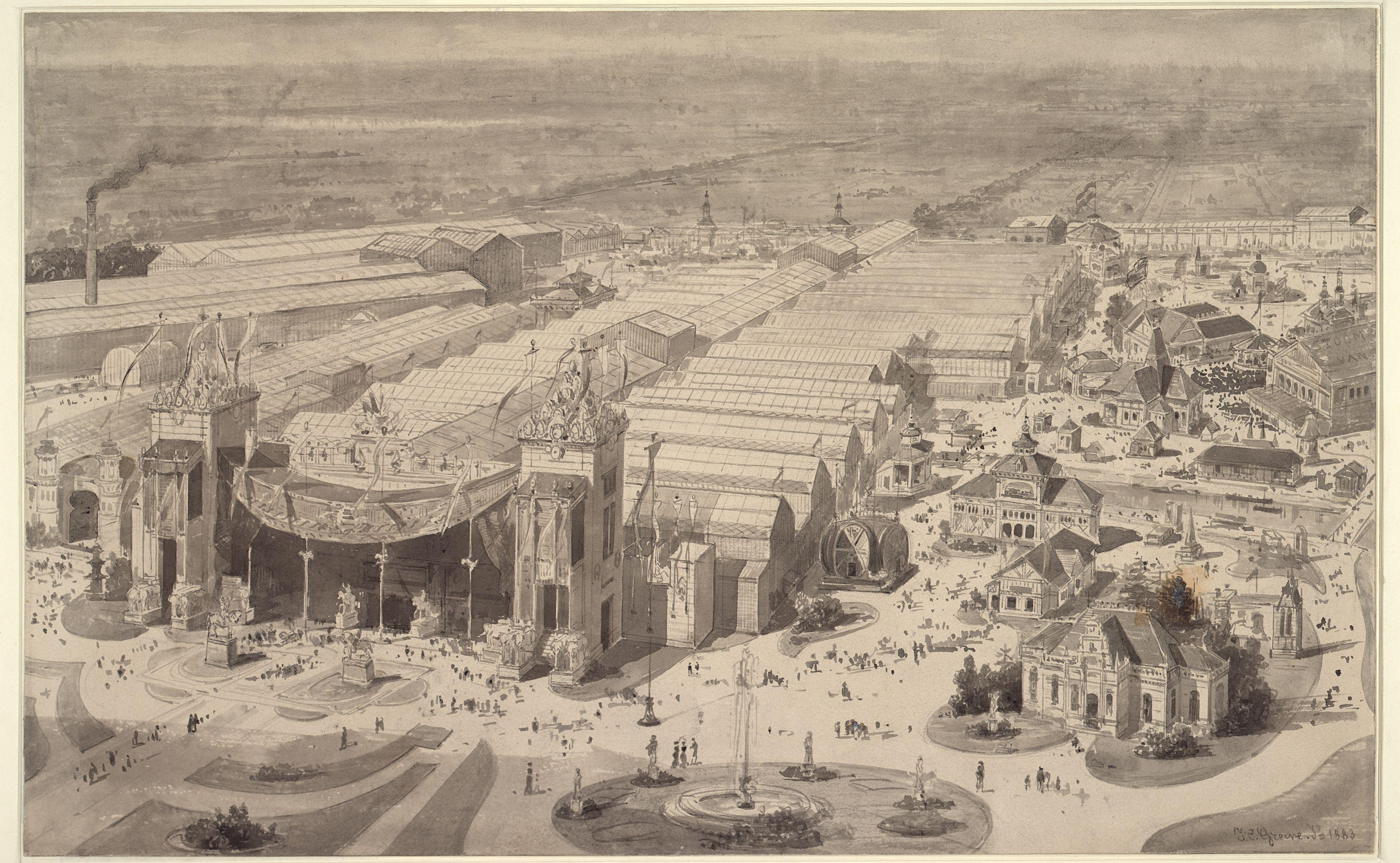
1883年的国际殖民和出口展览（荷兰语：Internationale Koloniale en Uitvoerhandel Tentoonstelling）
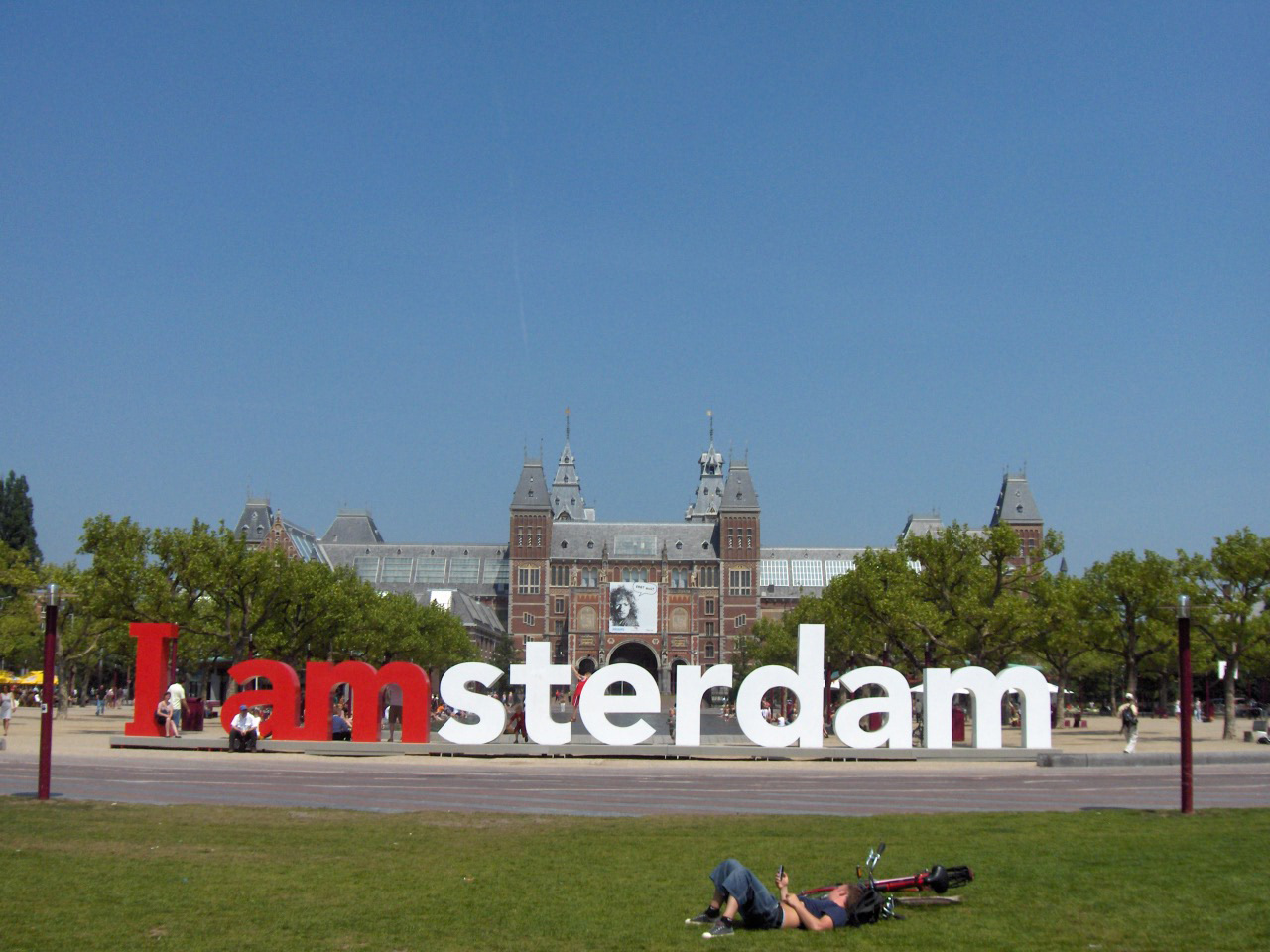
阿姆斯特丹国家博物馆
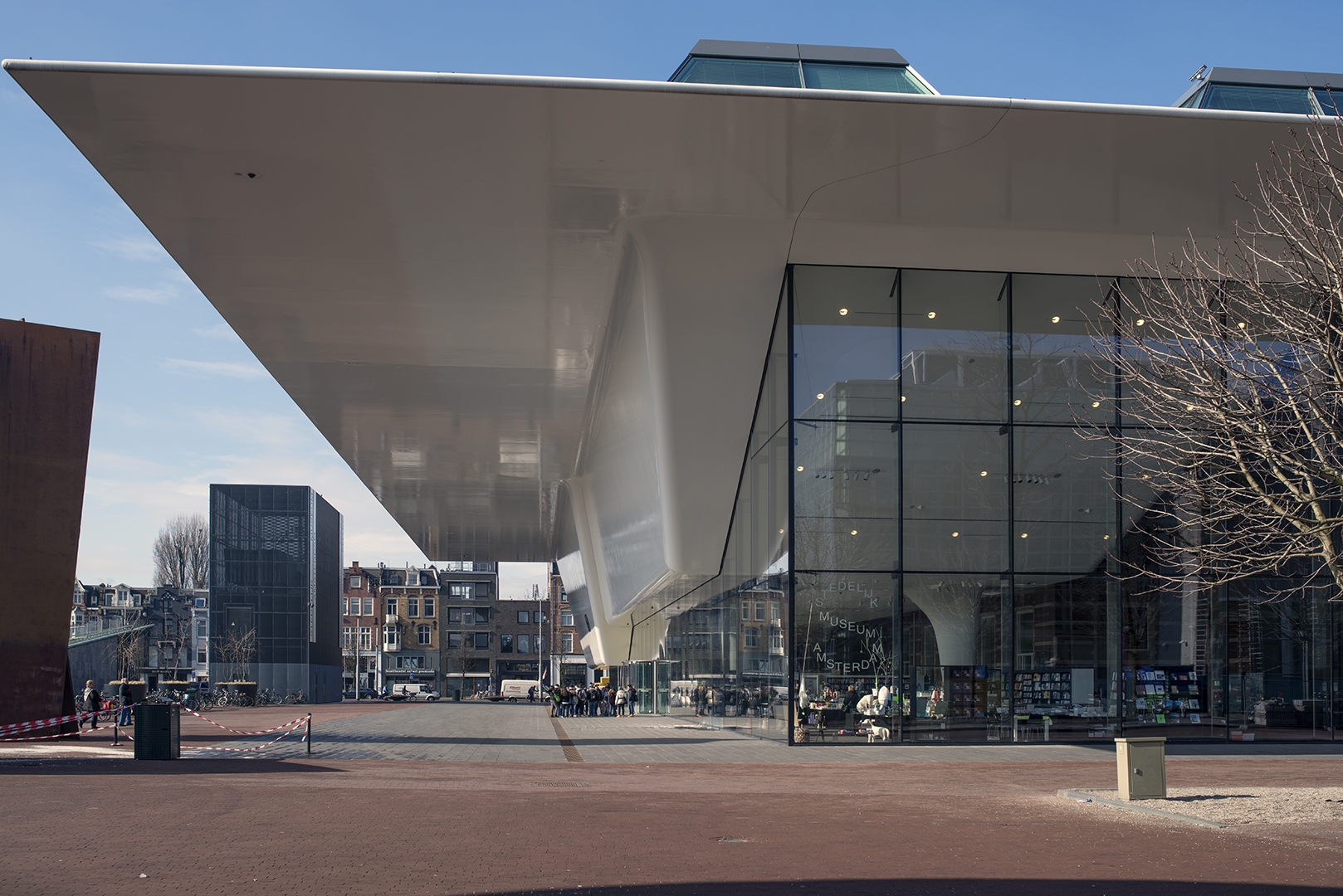
阿姆斯特丹市立博物馆
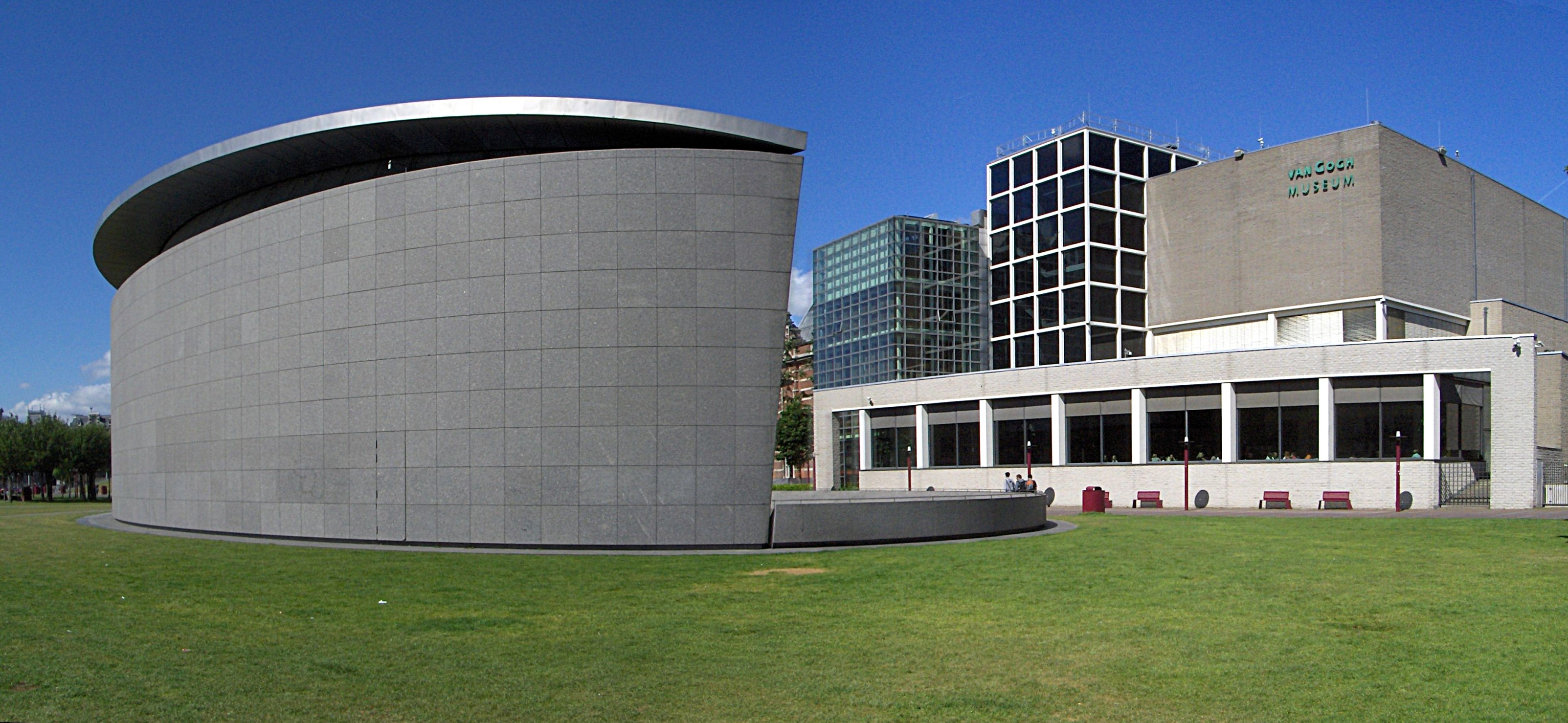
梵高博物馆
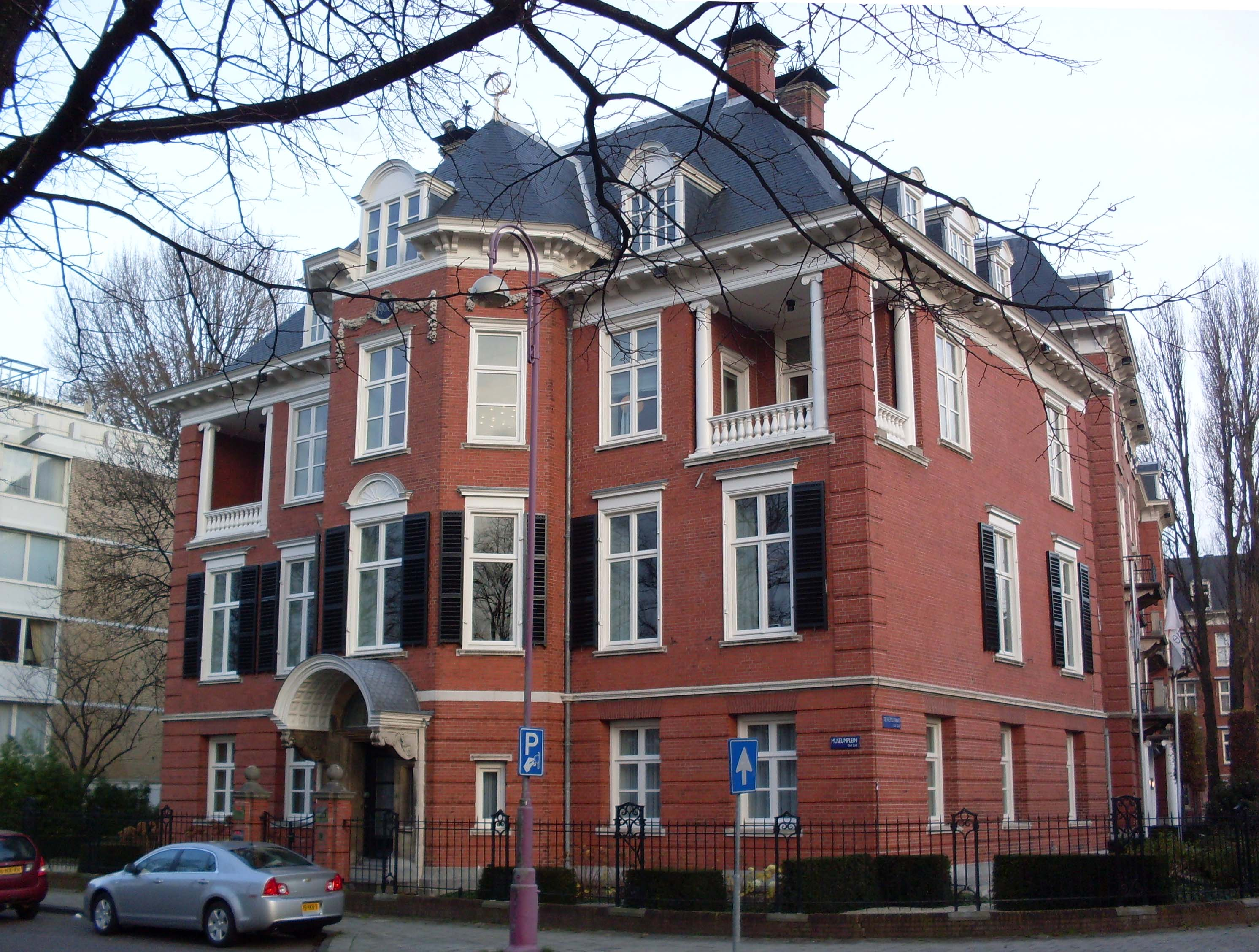
博物馆广场周边
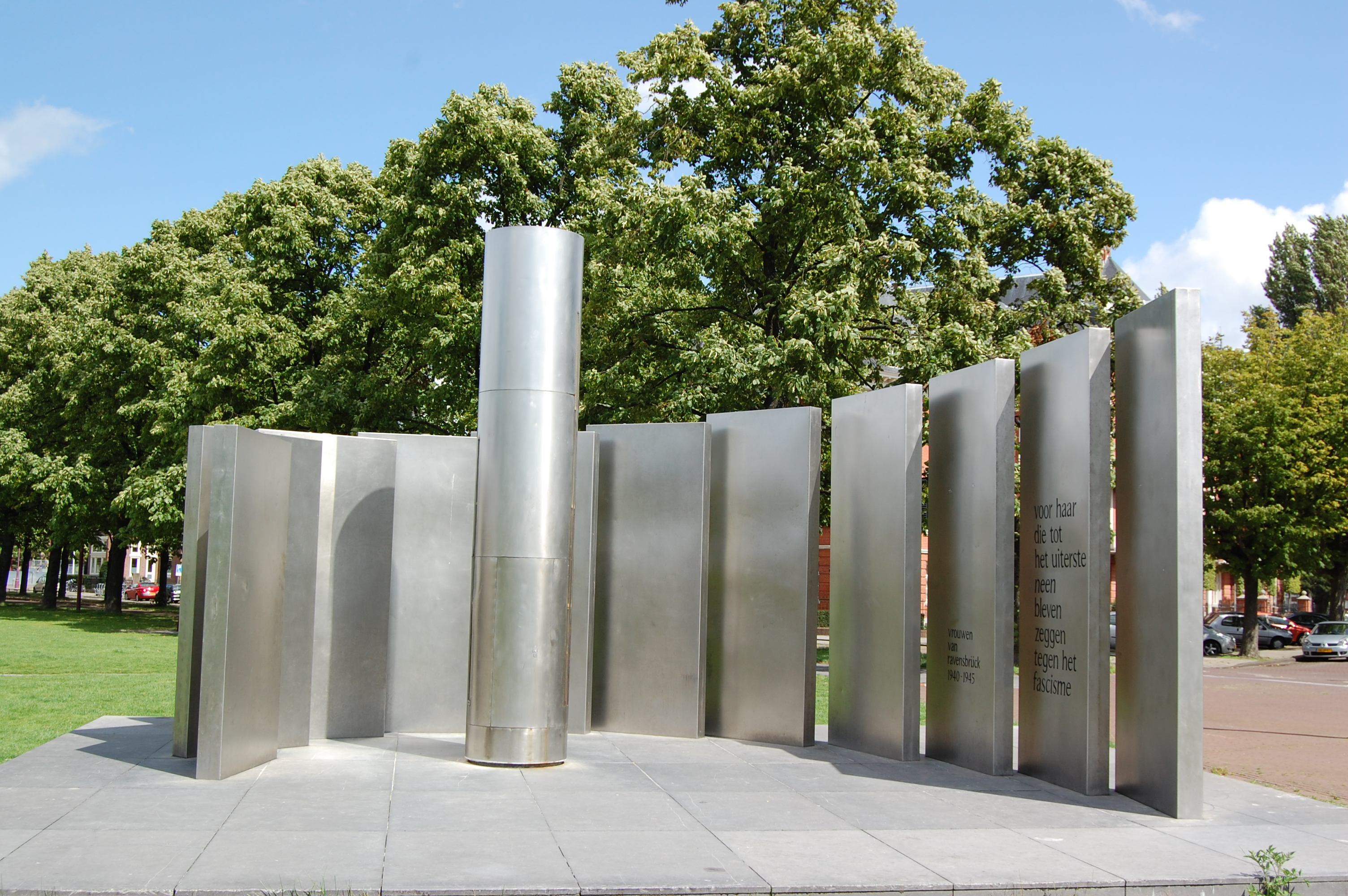
拉文斯布吕克集中营纪念碑
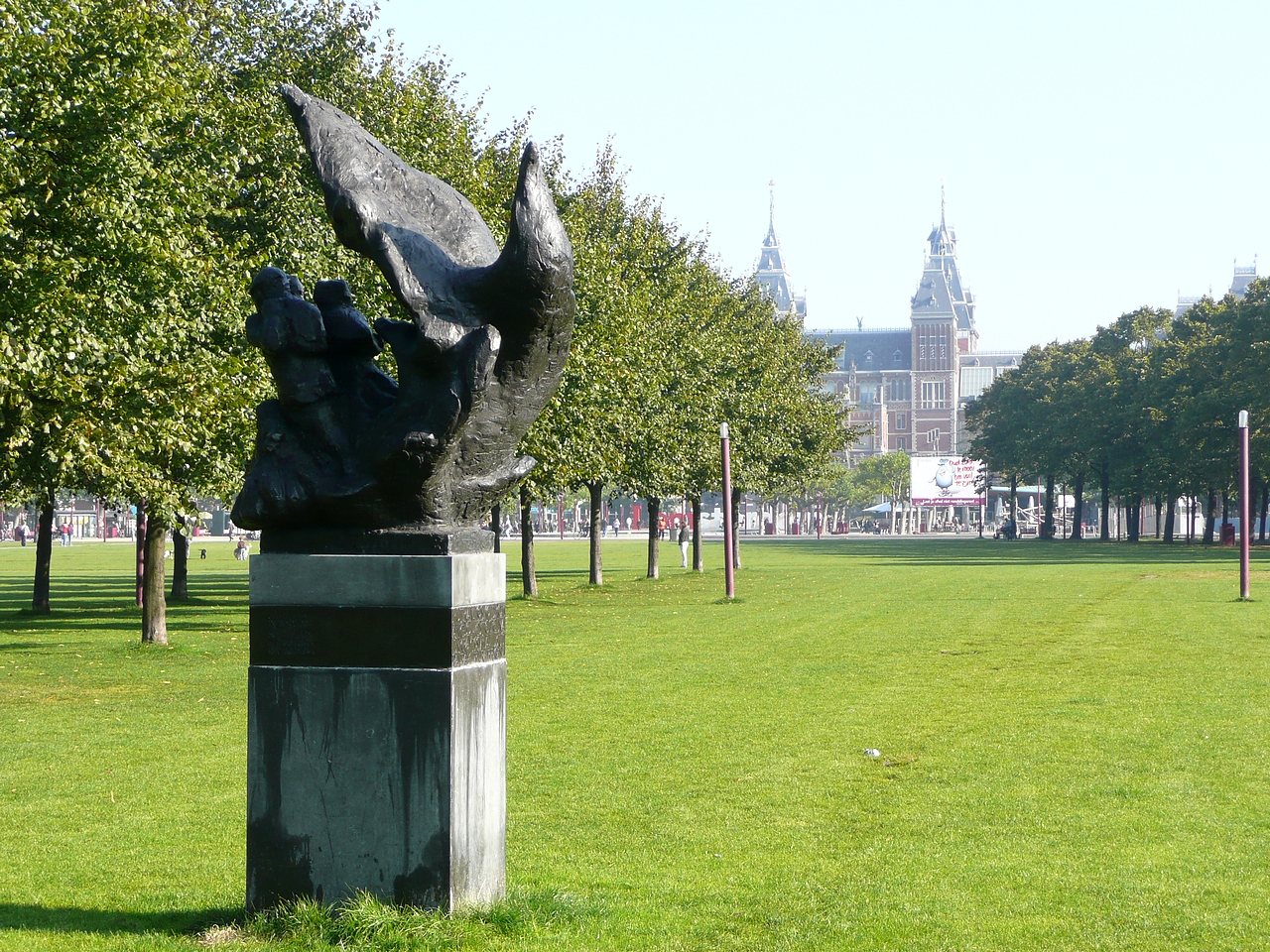
吉普赛纪念碑
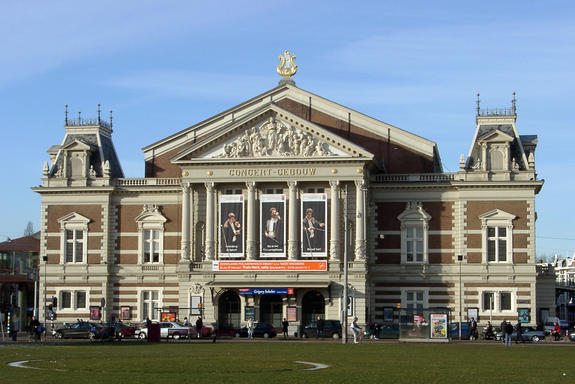
阿姆斯特丹音乐厅
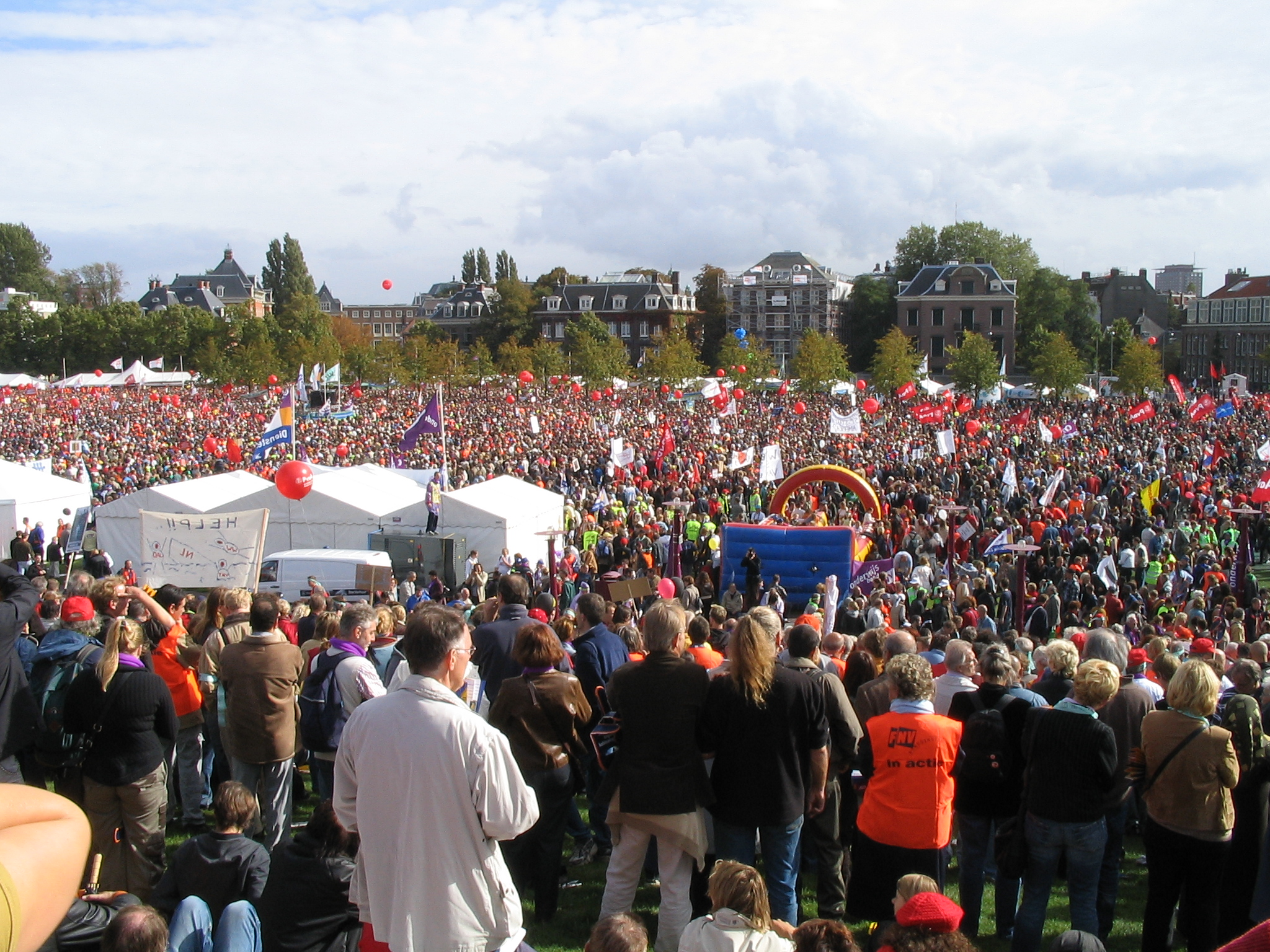
2004年示威游行
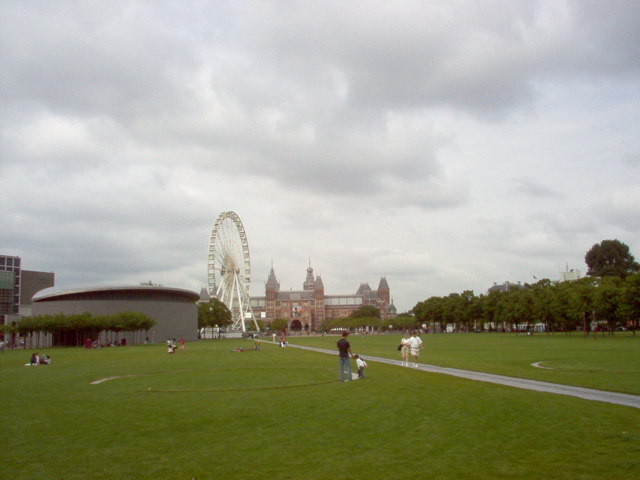
博物馆广场
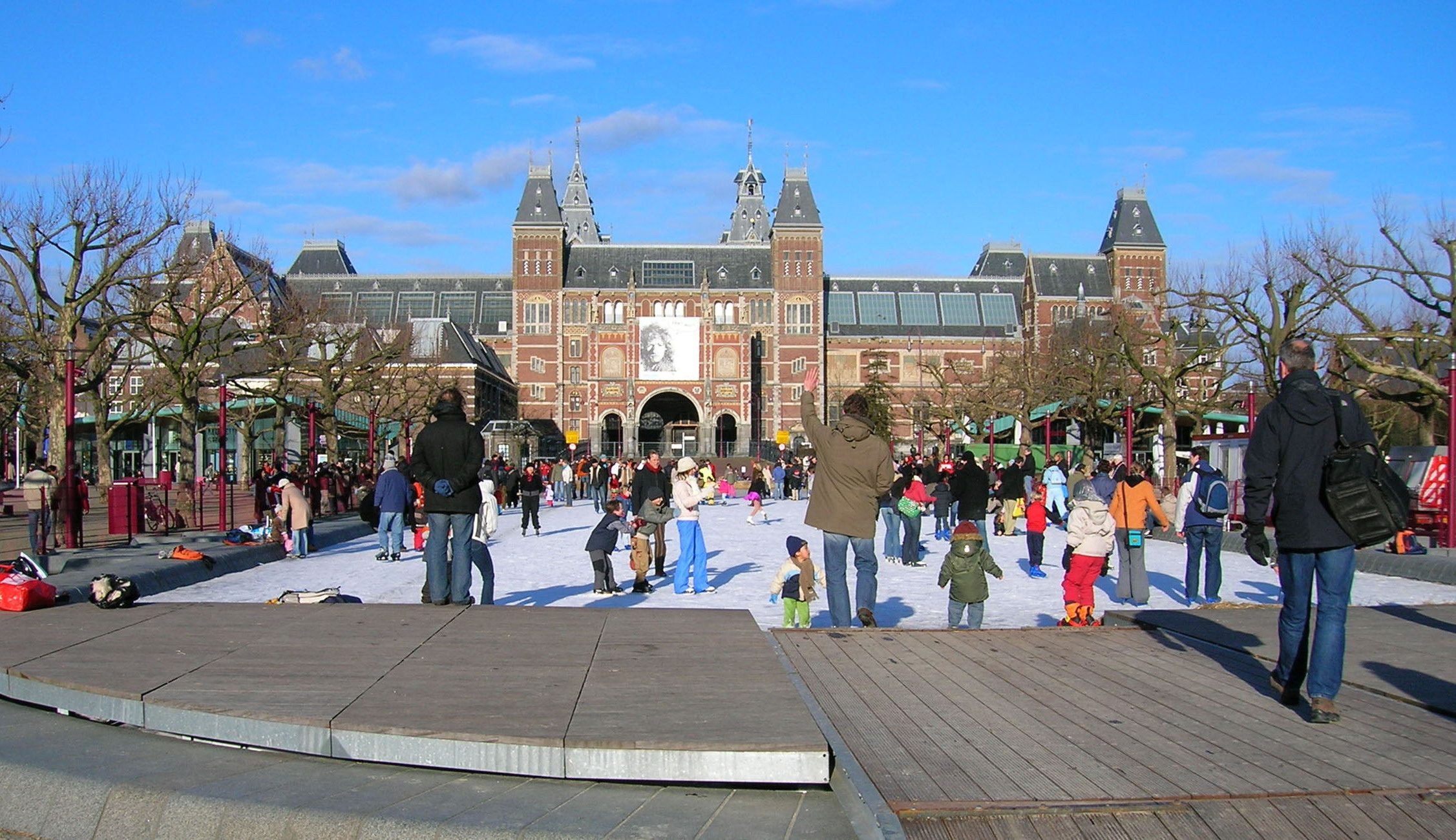
博物馆广场在冬季用于溜冰
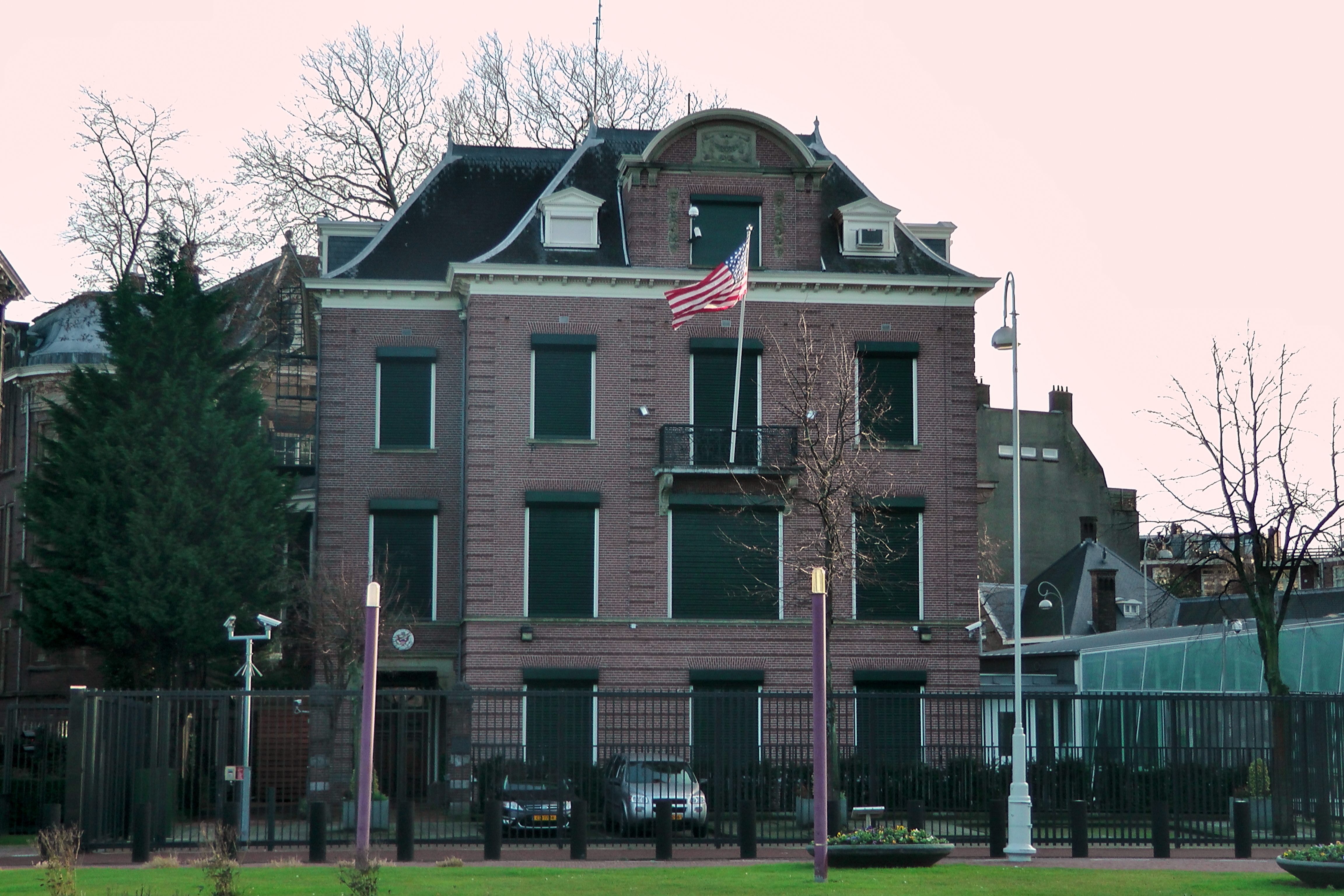
美国领事馆